# رویس هرون
رویس هرون (انگلیسی: Royce Herron ‏۱۶ ژوئیهٔ ۱۹۴۸) بازیگران تلویزیونی اهل ایالات متحده آمریکا است.